# Scatterbrain (gruppo musicale)
Gli Scatterbrain sono una band funk metal di New York (USA) nata nel 1989 dalle ceneri della punk metal band Ludichrist che già nell'album Powertrip aveva tentato avvicinamenti al sound funky-oriented dei successivi Scatterbrain.
Componenti della band, che ha pubblicato in totale due album e un Mini-LP, sono il cantante Tommy Christ (già con Ludichrist), i chitarristi Paul Nieder e Glenn Cummings (anche loro con Ludichrist), il bassista Guy Brogna e il batterista Mike Boyko.
Nel 2007 il gruppo, senza Cummings, si è riformato per un breve reunion-tour.

## Discografia
- 1990 - Here Comes Trouble
- 1991 - Scamboogery
- 1994 - Mundus Intellectualis